# Jason Thomson
Jason Thomson (Edimburgo, 26 luglio 1987) è un calciatore scozzese, di ruolo difensore.

## Carriera
Ha giocato nella prima divisione scozzese.

## Palmarès

### Club

#### Competizioni nazionali
- Scottish Challenge Cup: 1

Raith Rovers: 2013-2014
- Scottish League One: 2

Arbroath: 2018-2019, 2024-2025